# Aecidium vinnulum
Aecidium vinnulum é uma espécie de cogumelos pertence ao grupo Basidiomycota, que foi descrito pela primeira vez por Herbert Spencer Jackson e Edward Willet Dorland Holway, em 1931. Aecidium vinnulum pertence ao gênero Aecidium, ordem Pucciniales, ordem Pucciniomycetes, ordem Basidiomycota. Não há tipos listados como este.